# Temporada 1966-1967 del FC Barcelona
Les dades més destacades de la temporada 1966-1967 del Futbol Club Barcelona són les següents:

## Novembre
- 20 novembre  Al Clàssic al Bernabéu, l'àrbitre Ortiz de Mendibil va allargar fins al minut 99 sense raó aparent un partit que al 90 anava 0-0, i el Madrid va acabar guanyant amb un gol de Veloso;[1] el partit va comportar que el Barça recusés l'àrbitre durant un any.[2]

## Setembre
- 10 setembre - 1a. jornada de Lliga. El Barça s'estrena a la Lliga en partit nocturn amb una clara victòria sobre el Córdoba CF (4-1) amb gols de Fusté. Montesinos, Vidal i Zaballa.
- 1 setembre - El Barça s'adjudica el 1r. Trofeu Joan Gamper en vèncer el Colònia (3-1) amb gols de Fusté, Rifé i Vidal. En el partit de consolació l'Anderlecht s'imposa clarament al Nantes (7-0)

## Desembre
- 4 desembre - 12a. jornada de Lliga. Un empat sense gols amb l'Athletic a San Mamés deixa el Barça a cinc punts del líder Reial Madrid.

## Febrer
- 19 febrer - 21a. jornada de Lliga: El Barça s'imposa en el derbi a l'Espanyol (3-1) amb gols de Zaballa, Eladio i Josep Maria Fusté i Blanch. El segon gol, aconseguit per Eladio des de 50 metres mitjançant un refús bombejat que provoca una greu errada del porter Carmelo, enfonsa l'equip de Sarrià.
- 12 febrer - 20a. jornada de Lliga: Un gran gol de Rifé dona la victòria al Barça sobre el Pontevedra a Pasarón (0-1). El Reial Madrid, que perd la imbatibilitat a Saragossa, segueix líder a set punts
- 5 febrer - 19a. jornada de Lliga: Còmoda victòria sobre l'Elx CF (3-0) al Camp Nou amb gols de Rifé (2) i Pereda.

## Agost
- 31 agost - El Colònia s'imposa al Nantes (3-2) en la segona jornada del 1r Trofeu Joan Gamper. Els alemanys jugaran la final amb el Barça.
- 30 agost - Jornada inaugural del 1r Trofeu Joan Gamper a l'Estadi amb victòria del Barça sobre l'Anderlecht (2-1). Fusté i el belga Cornelis en pròpia porta fan els gols blaugrana.

## Plantilla
Aquests jugadors formaren part de la plantilla de jugadors:
| Porters - Salvador Sadurní - Miguel Reina - Josep Rodés | Defenses - Ferran Olivella - Foncho - Julio César Benítez - Eladi Silvestre - Gallego | Centrecampistes - Josep Maria Fusté - Antoni Torres - Ramon Montesinos - Eduardo Endériz - Joaquim Borràs i Canut (filial) | Davanters - Jesús Pereda - Pedro Zaballa - José Antonio Zaldúa - Juan Seminario - Lluís Vidal - Joaquim Rifé - Lluís Pujol - Lucien Muller - José Alberto de Mendonça - Carles Rexach (filial) - Narcís Martí Filosia (filial) - Pere Mas (filial) - Wálter Machado da Silva |

## Classificació
- Lliga d'Espanya: Segona posició amb 42 punts (30 partits, 20 victòries, 2 empats, 8 derrotes, 58 gols a favor i 29 en contra).
- Copa d'Espanya: Semifinalista. Eliminà el CD Málaga, però fou derrotat per l'Atlètic de Madrid.
- Copa de les Ciutats en Fires: Setzens de final.

## Resultats
| PARTITS |
| --- |
| 17-08-66. AMISTÓS REUS-BARCELONA 1-6 20-08-66. AMISTÓS LLEIDA-BARCELONA 0-4 24-08-66. AMISTÓS GRANOLLERS-BARCELONA 1-2 24-08-66. COPA PRESIDENTE EUROPA-BARCELONA 5-1 25-08-66. AMISTÓS GIRONA-BARCELONA 1-1 27-08-66. COPA PRESIDENTE BARCELONA-OLOT 2-0 30-08-66. I "JOAN GAMPER" BARCELONA-ANDERLECHT 2-1 31-08-66. COPA PRESIDENTE BARCELONA-OLOT 1-1 01-09-66. "JOAN GAMPER" BARCELONA-COLONIA 3-1 10-09-66. LLIGA BARCELONA-CORDOBA 4-1 14-09-66. COPA FIRES BARCELONA-ZARAGOZA 0-1 21-09-66. COPA FIRES ZARAGOZA-BARCELONA 2-4 25-09-66. LLIGA BARCELONA-SABADELL 2-0 02-10-66. LLIGA ELCHE-BARCELONA 4-3 09-10-66. LLIGA BARCELONA-PONTEVEDRA 0-1 12-10-66. AMISTÓS BARCELONA-BENFICA 1-1 16-10-66. LLIGA ESPANYOL-BARCELONA 2-0 19-10-66. AMISTÓS BENFICA-BARCELONA 1-0 25-10-66. COPA FIRES BARCELONA-DUNDEE UNITED 1-2 29-10-66. LLIGA BARCELONA-GRANADA 3-0 01-11-66. LLIGA ATLETICO MADRID-BARCELONA 0-1 06-11-66. LLIGA ZARAGOZA-BARCELONA 0-1 09-11-66. COPA PRESIDENTE BARCELONA-HOSPITALET 10-0 13-11-66. LLIGA BARCELONA-SEVILLA 5-0 16-11-66. COPA FIRES DUNDEE UNIT.-BARCELONA 2-0 20-11-66. LLIGA REAL MADRID-BARCELONA 1-0 24-11-66. COPA PRESIDENTE BARCELONA- GIMNASTIC TARRAGONA 8-1 27-11-66. LLIGA BARCELONA-HERCULES 4-1 01-12-66. COPA PRESIDENTE BARCELONA-SABADELL 3-1 04-12-66. LLIGA ATHLETIC CLUB-BARCELONA 0-0 11-12-66. LLIGA BARCELONA-LAS PALMAS 2-1 18-12-66. LLIGA BARCELONA-DEPORTIVO LA CORUNA 5-0 25-12-66. AMISTÓS BARCELONA-F.A.R. 4-0 01-01-67. LLIGA VALENCIA-BARCELONA 3-0 08-01-67. LLIGA CORDOBA-BARCELONA 2-1 15-01-67. LLIGA BARCELONA-ATLETICO MADRID 3-2 17-01-67. AMISTÓS SELECCIÓ CATALANA-BARCELONA 1-8 22-01-67. LLIGA SABADELL-BARCELONA 2-0 22-01-67. AMISTÓS SELECCIO CATALANA-BARCELONA 2-3 25-01-67. AMISTÓS PEÑAROL-BARCELONA 0-1 31-01-67. AMISTÓS BOTAFOGO-BARCELONA 3-2 05-02-67. LLIGA BARCELONA-ELCHE 3-0 12-02-67. LLIGA PONTEVEDRA-BARCELONA 0-1 19-02-67. LLIGA BARCELONA-ESPAÑOL 3-1 21-02-67. AMISTÓS MANRESA-BARCELONA 1-10 26-02-67. LLIGA GRANADA-BARCELONA 1-2 28-02-67. AMISTÓS BARCELONA-FEYENOORD 2-1 05-03-67. LLIGA BARCELONA-ZARAGOZA 2-1 12-03-67. LLIGA SEVILLA-BARCELONA 0-2 19-03-67. LLIGA BARCELONA-REAL MADRID 2-1 26-03-67. LLIGA HÉRCULES-BARCELONA 1-1 29-03-67. AMISTÓS BARCELONA-CAGLIARI 4-1 02-04-67. LLIGA BARCELONA-ATHLETIC CLUB 3-1 09-04-67. LLIGA LAS PALMAS-BARCELONA 2-0 16-04-67. LLIGA DEPORTIVO LA CORUÑA-BARCELONA 0-3 18-04-67. AMISTÓS BARCELONA-STANDARD LIEJA 1-1 23-04-67. LLIGA BARCELONA-VALENCIA 2-1 25-04-67. COPA PRESIDENTE BARCELONA-LLEIDA 1-1 30-04-67. AMISTÓS PALAMÓS-BARCELONA 2-9 01-05-67. COPA GENERALÍSIMO BARCELONA-MALAGA 1-0 04-05-67. AMISTÓS FIGUERES-BARCELONA 2-2 07-05-67. COPA GENERALÍSIMO MALAGA-BARCELONA 1-2 10-05-67. AMISTÓS NANTES-BARCELONA 2-2 14-05-67. COPA GENERALÍSIMO ATLÉTICO MADRID-BARCELONA 2-0 15-05-67. AMISTÓS MATARÓ-BARCELONA 2-3 18-05-67. AMISTÓS BARCELONA-NOTTINGHAM 1-2 21-05-67. COPA GENERALÍSIMO BARCELONA-ATLETICO MADRID 0-2 24-05-67. AMISTÓS BARCELONA-PENAROL 0-2 28-05-67. AMISTÓS ATLÈTIC BISBALENC-BARCELONA, 0-8 01-06-67. AMISTÓS GIRONA-BARCELONA 0-3 07-06-67. AMISTÓS ROMA-BARCELONA 2-1 11-06-67. AMISTÓS SURIA-BARCELONA 1-2 18-06-67. AMISTÓS GIMNÀSTIC TARRAGONA-BARCELONA 1-4 25-06-67. TROFEU IBÉRICO LISBOA-BARCELONA 1-1 25-06-67. AMISTÓS CALELLA-BARCELONA 0-2 26-06-67. TROFEU IBÉRICO FLAMENGO-BARCELONA 1-0 29-06-67. AMISTÓS GAVÀ-BARCELONA 4-6 |